# Escalon
Escalon est une municipalité du comté de San Joaquin en Californie aux États-Unis. Elle comptait 7 257 habitants en 2008.

## Démographie
| 1960  | 1970  | 1980  | 1990  | 2000  | 2010  |
| ----- | ----- | ----- | ----- | ----- | ----- |
| 1 763 | 2 366 | 3 127 | 4 437 | 5 963 | 7 132 |